# Tvären
Koordinaten: 58° 45′ 56″ N, 17° 24′ 53″ O
Tvären ist eine kreisförmige Bucht der Ostsee in der Gemeinde Nyköping der Provinz Södermanlands län nahe Studsvik in Schweden.
Die Bucht hat einen Durchmesser von etwa 4 km und befindet sich oberhalb eines alten, verschütteten und nicht mehr sichtbaren Einschlagkraters. Der Krater hat einen Durchmesser von etwa 2 km. Sein Alter wird auf ungefähr 455 Millionen Jahre geschätzt.
Der Asteroid (7771) Tvären wurde am 2. März 2000 nach der Bucht benannt.